# كليفورد جولدسميث
كليفورد جولدسميث (بالإنجليزية: Clifford Goldsmith) هو كاتب أمريكي، ولد في 29 مارس 1899، وتوفي في 11 يوليو 1971.

## وصلات خارجية
- كليفورد جولدسميث على موقع قاعدة بيانات برودواي على الإنترنت (الإنجليزية)